# Gazeta Wyborcza

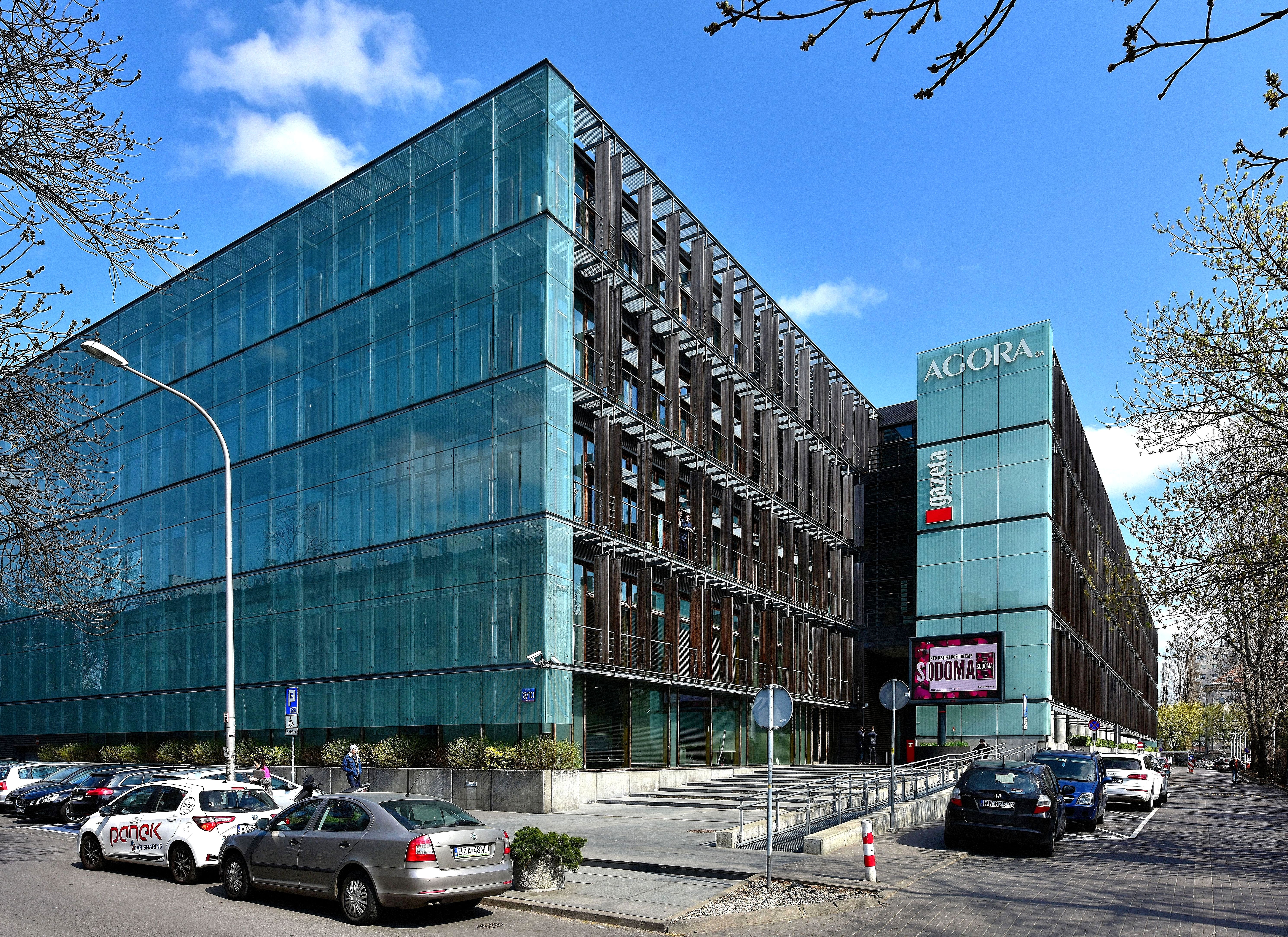
Redaktion Warschau

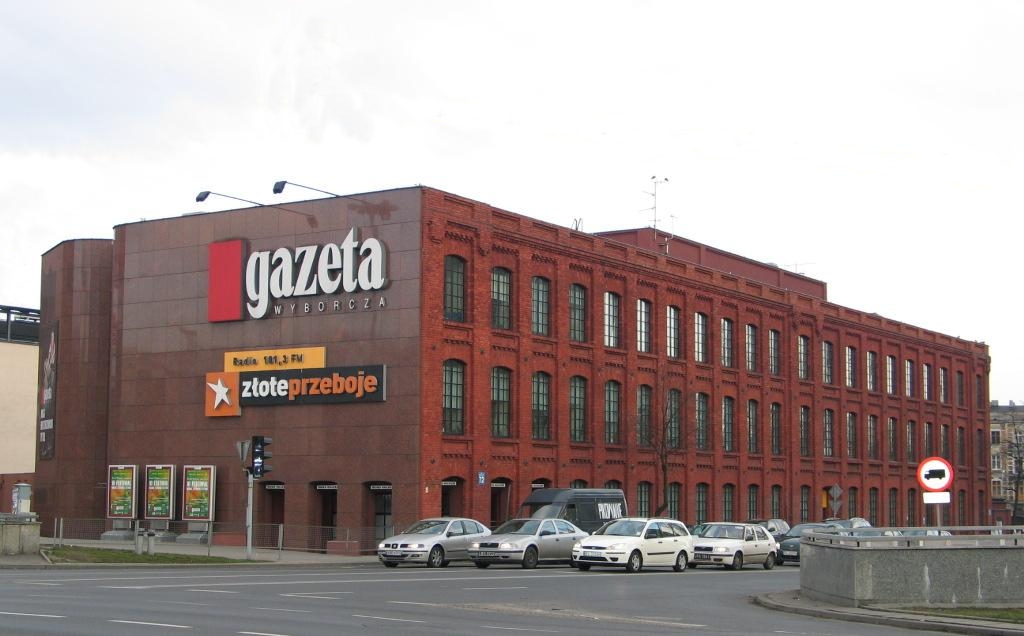
Bürogebäude der Lokalausgabe in einem historischen Fabrikgebäude in der Sienkiewiczstraße in Łódź. Seit dem Jahr 2004 befindet sich hier auch eine Niederlassung des Radiosenders Złote Przeboje, der ebenfalls zur Agora Mediengruppe gehört.

Gazeta Wyborcza ([ɡaˈzɛta vɨˈbɔrtʂa], übersetzt Wahlzeitung) ist nach Printauflage die drittgrößte überregionale polnische Tageszeitung (nach den Boulevardzeitungen Fakt und Super Express) mit einem täglichen Absatz von ca. 42.000 Exemplaren (1. Quartal 2023). Im digitalen Vertrieb bestanden mit Stand vom Juni 2022 etwa 290.000 Abonnements. Sie gilt als ein wichtiges Organ der Meinungsbildung in Polen. Chefredakteur ist Adam Michnik; verlegt wird sie durch den polnischen Medienkonzern Agora. Gazeta Wyborcza vertritt gesellschaftlich und wirtschaftlich linksliberale bzw. liberale Positionen, ist pro-europäisch und PiS-kritisch, versteht sich jedoch als überparteilich.

## Geschichte
Die Gazeta Wyborcza entstand als Ergebnis der Gespräche am Runden Tisch, die zum politischen Wandel in Polen ab 1989 führten. Der Gewerkschaft Solidarność wurde damals das Recht zugestanden, zu den ersten demokratischen Wahlen in Polen nach der Ära des Kommunismus eine Tageszeitung herauszugeben (daher der Name Wahlzeitung). Die erste achtseitige Ausgabe erschien am 8. Mai 1989 in einer Auflage von 150.000 Exemplaren.
Heute beschäftigt die Zeitung 700 Journalisten in Polen und fünf im Ausland.

## Logo
Ursprünglich, seit dem 8. Mai 1989, sah das Logo etwa so aus, wie es auf der Stirnwand der Łódźer Redaktion steht, aber senkrecht orientiert. Am unteren Ende stand die Losung „Nie ma wolności bez solidarności“ (es gibt keine Freiheit ohne die Solidarität). Wegen Meinungsverschiedenheiten mit der Gewerkschaft ist diese Losung jedoch bald verschwunden. Stattdessen kam ein rotes Viereck. Von Anfang an stand das Wort „gazeta“ in großen schwarzen Buchstaben und darunter mit kleinen Buchstaben das Wort „wyborcza“. Später wurde das Logo waagrecht positioniert.
Seit dem 4. Juni 2016 blieb das rote Rechteck unverändert, das Wort „gazeta“ wurde durch „wyborcza“ ersetzt und das Wort „Gazeta“ erschien darüber. Darunter kam das Motto: „Nam nie jest wszystko jedno“ (uns ist nicht alles egal). Diese Änderung soll das Engagement der Zeitung in den künftigen Wahlen symbolisieren.

## Tägliche Lokalausgaben
- Hauptstadtausgabe – Warschau
- Płocker Ausgabe (früher: Masowienausgabe) – Płock
- Radomer Ausgabe – Radom
- Kielcer Ausgabe – Kielce
- Krakauer Ausgabe – Krakau
- Katowicer und Bielsko-Białaer Ausgabe – Katowice
- Częstochowaer Ausgabe – Częstochowa
- Rzeszówer Ausgabe – Rzeszów
- Lubliner Ausgabe – Lublin
- Białystoker Ausgabe – Białystok
- Olsztyner Ausgabe – Olsztyn
- Dreistädter Ausgabe – Danzig, Gdynia, Sopot
- Stettiner Ausgabe – Stettin
- Bydgoszczer Ausgabe – Bydgoszcz
- Toruńer Ausgabe –  Toruń
- Posener Ausgabe – Posen
- Ausgabe Gorzów Wielkopolski – Gorzów Wielkopolski
- Ausgabe Zielona Góra – Zielona Góra
- Łódźer Ausgabe – Łódź
- Breslauer Ausgabe – Breslau
- Oppelner Ausgabe – Opole.

## Wöchentliche Themenanhänge
- Montag:
  - Gazeta Praca (Arbeit),
  - Gazeta Sport,
  - Duży Format (Das große Format, ab 1993, erscheint in Magazinform)
- Dienstag:
  - Kujon Polski (Bildung),
  - Gazeta Komunikaty (Benachrichtigungen),
  - Gazeta Komputer (nur in der Hauptstadtausgabe) (erscheint nicht mehr)
- Mittwoch:
  - Gazeta Dom (Haus),
  - Gazeta Nieruchomości (Immobilien, in 13 Lokalausgaben)
  - Europa. Praca i Studia (Europa – Arbeit und Studium; erscheint nicht mehr),
- Donnerstag:
  - Wysokie Obroty (Hohe Drehzahlen, über Autos),
  - Gazeta Pieniądze (Wirtschaft),
- Freitag:
  - Gazeta Telewizyjna (Die Fernsehzeitung),
  - Gazeta Co Jest Grane (Was geht ab),
  - Teatry (Theater, ausschließlich in der Hauptstadtausgabe),
  - Supermarket (nur in Łódź und der Dreistadt),
  - Wieża Ciśnień (Wasserturm; nur in der Breslauer Ausgabe), Komiksowo (erschien bis 2004)
- Samstag:
  - Turystyka. Podróże małe i duże (Tourismus),
  - Wysokie Obcasy (Hohe Absätze, für die Frau),
  - Gazeta Książki, Zdrowie i Uroda (Bücher, Gesundheit und Schönheit, einmal pro Monat in der Hauptstadtausgabe)

Seit März 1995 ist sie auch mit einem Internet-Portal vertreten.